# Fierbinți-Târg
Fierbinți-Târg est une ville roumaine située dans le județ de Ialomița.